# Ercé-près-Liffré
Ercé-près-Liffré är en kommun i departementet Ille-et-Vilaine i regionen Bretagne i nordvästra Frankrike. Kommunen ligger i kantonen Liffré som tillhör arrondissementet Rennes. År 2022 hade Ercé-près-Liffré 2 010 invånare.

## Befolkningsutveckling
Antalet invånare i kommunen Ercé-près-Liffré
Referens:INSEE